# مايا موريتش
مايا موريتش (بالكرواتية: Maja Murić)‏ مواليد 27 فبراير 1974 في زغرب، جمهورية كرواتيا الاشتراكية، هي لاعبة كرة مضرب كرواتية سابقة بدأت مسيرتها كمحترفة سنة 1990، اعتزلت اللعب في 2002. أعلى تصنيف لها في الفردي كان المركز الـ 204 في سنة 1995. أعلى تصنيف لها في الزوجي كان المركز الـ 60 في سنة 1994. سبق أن شاركت في دورة الألعاب الأولمبية الصيفية.

## روابط خارجية
- مايا موريتش على موقع رابطة محترفات التنس (الإنجليزية)
- مايا موريتش على موقع الاتحاد الدولي لكرة المضرب (الإنجليزية)
- مايا موريتش على موقع كأس بيلي جين كينغ (الإنجليزية)
- مايا موريتش على موقع خلاصة التنس.كوم (الإنجليزية)
- مايا موريتش على موقع أوليمبيديا (الإنجليزية)